# Bernd Olbricht
Bernd Olbricht (Gnoien 17 oktober 1956) is een Oost-Duits kanovaarder. 
Olbricht won tijdens de Olympische Zomerspelen 1976 in het Canadese Montreal de gouden medaille in de K-2 500 meter en de zilveren medaille in de K-2 1.000 meter.
Vier jaar later tijdens de Olympische Zomerspelen 1980 in Moskou won Olbricht de gouden medaille in de K-4 1.000 meter en de bronzen medaille op de K-2 500 meter.
Olbricht werd zowel tweemaal wereldkampioen in de K-4 1.000 meter en de K-2 500 meter.

## Belangrijkste resultaten

### Olympische Zomerspelen
| Editie | Plaats   | Resultaten            |
| ------ | -------- | --------------------- |
| 1976   | Montreal | K-2 500m K-2 1.000m   |
| 1980   | Moskou   | K-4 1.000m K-2 1.000m |

### Wereldkampioenschappen vlakwater
| Jaar | Plaats   | Resultaten            |
| ---- | -------- | --------------------- |
| 1977 | Sofia    | K-2 500m · K-2 1.000m |
| 1978 | Belgrado | K-2 500m · K-4 1.000m |
| 1979 | Duisburg | K-4 1.000m · K-2 500m |

1976: Joachim Mattern & Bernd Olbricht ·
1980: Vladimir Parfenovitsj & Sergej Tsjoechrai ·
1984: Ian Ferguson & Paul MacDonald ·
1988: Ian Ferguson & Paul MacDonald ·
1992: Kay Bluhm & Torsten Gutsche ·
1996: Kay Bluhm & Torsten Gutsche ·
2000: Zoltán Kammerer & Botond Storcz ·
2004: Ronald Rauhe & Tim Wieskötter ·
2008: Saúl Craviotto & Carlos Pérez ·
2024: Max Lemke & Jacob Schopf
1964: Anatoli Grisjin & Vjatsjeslav Ionov & Vladimir Morozov & Nikolai Tsjoezjikov ·
1968: Steinar Amundsen & Tore Berger & Jan Johansen & Egil Søby ·
1972: Valeri Didenko & Joeri Filatov & Vladimir Morozov & Joeri Stetsenko ·
1976: Aleksandr Degtjarev & Joeri Filatov & Vladimir Morozov & Sergej Tsjoechrai ·
1980: Bernd Duvigneau & Rüdiger Helm & Harald Marg & Bernd Olbricht ·
1984: Grant Bramwell & Ian Ferguson & Paul MacDonald & Alan Thompson ·
1988: Attila Ábrahám & Ferenc Csipes & Zsolt Gyulay & Sándor Hódosi ·
1992: Mario von Appen & Oliver Kegel & Thomas Reineck & André Wohllebe ·
1996: Detlef Hofmann & Thomas Reineck & Olaf Winter & Mark Zabel ·
2000: Gábor Horváth & Zoltán Kammerer & Botond Storcz & Ákos Vereckei ·
2004: Gábor Horváth & Zoltán Kammerer & Botond Storcz & Ákos Vereckei ·
2008: Abalmasaw & Litvintsjoek & Machnew & Pjatroesjenka ·
2012: Jacob Clear & Dave Smith & Tate Smith & Murray Stewart ·
2016: Marcus Groß & Max Hoff & Tom Liebscher & Max Rendschmidt